# Хань Ін'янь
Хань Ін'янь (кит.: 韩英艳; нар. 10 травня 1988) — китайська борчиня вільного стилю, чемпіонка та срібна призерка чемпіонатів Азії, бронзова призерка Кубку світу.

## Спортивні результати на міжнародних змаганнях

### Виступи на Чемпіонатах Азії
| Змагання                       | Збірна | Вагова категорія          | Місце  |
| ------------------------------ | ------ | ------------------------- | ------ |
| Чемпіонат Азії з боротьби 2014 | КНР    | жіноча боротьба, до 63 кг | Срібло |
| Чемпіонат Азії з боротьби 2016 | КНР    | жіноча боротьба, до 60 кг | Золото |

### Виступи на Кубках світу
| Змагання                    | Збірна | Вагова категорія          | Місце  |
| --------------------------- | ------ | ------------------------- | ------ |
| Кубок світу з боротьби 2014 | КНР    | жіноча боротьба, до 60 кг | Бронза |

### Виступи на інших змаганнях
| Змагання                         | Збірна | Вагова категорія          | Місце  |
| -------------------------------- | ------ | ------------------------- | ------ |
| Klippan Lady Open 2015           | КНР    | жіноча боротьба, до 63 кг | 7      |
| Золотий Гран-прі з боротьби 2016 | КНР    | жіноча боротьба, до 60 кг | Бронза |